# Distretto di Kiğı
Il distretto di Kiğı (in turco Kiğı ilçesi) è uno dei distretti della provincia di Bingöl, in Turchia.